# 구상민 (1976년)
구상민(1976년 4월 4일 ~ )은 대한민국의 축구 선수이며, 포지션은 센터백이다.